# Seminarium Oláha

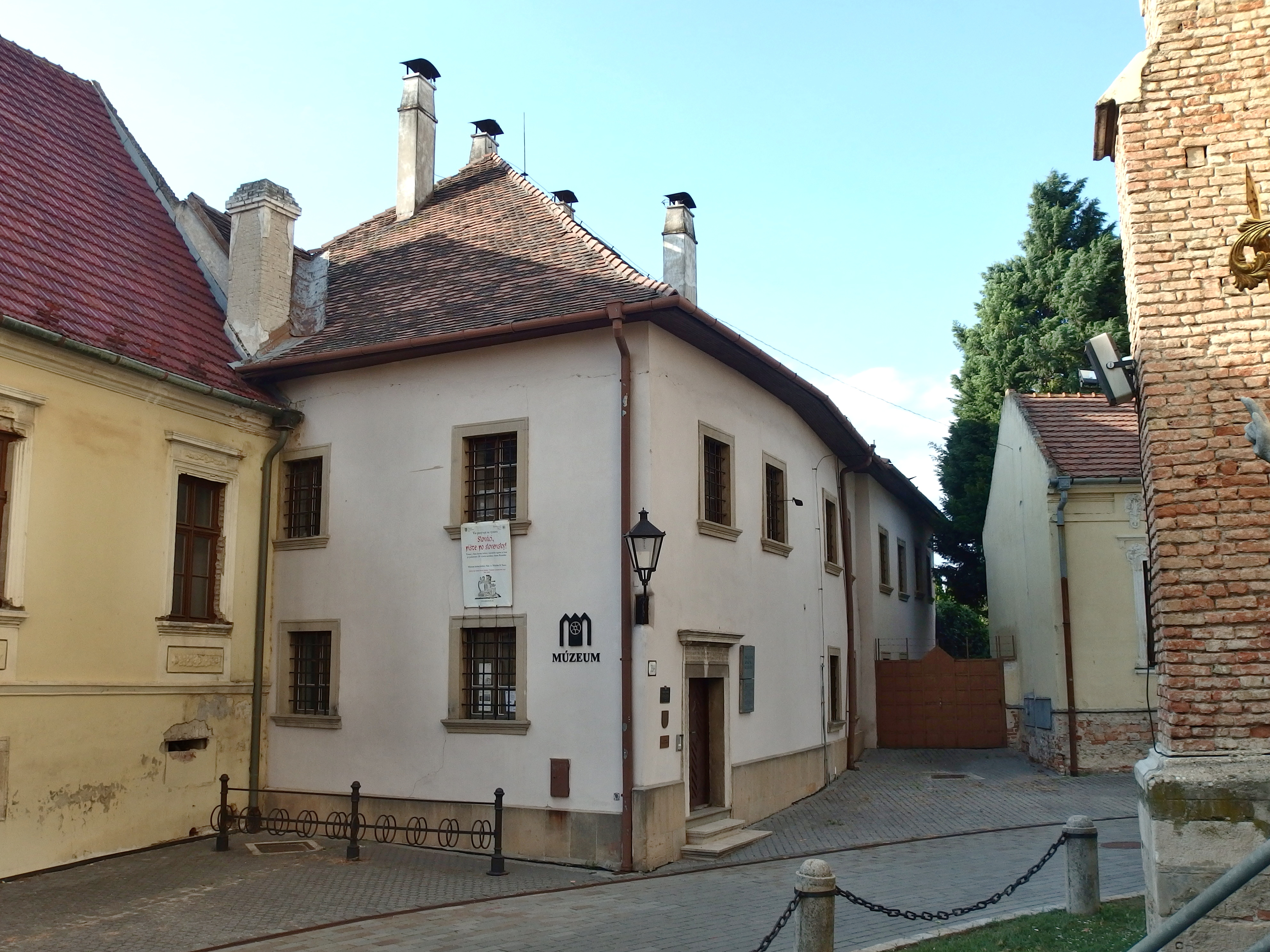
Seminarium Oláha – obecnie muzeum

Seminarium Oláha (słow. Oláhov seminár) – zabytkowy, XVI-wieczny budynek dawnego seminarium teologicznego, usytuowany przy Placu św. Mikołaja (słow. Námestie svätého Mikuláša) nr 10, we wschodniej części starego miasta w Trnawie, w zachodniej Słowacji. Mieści się koło bazyliki św. Mikołaja, pod adresem Námestie sv Mikulaša 10.

## Historia
W pierwszej połowie XVI w. w Trnawie działała szkoła parafialna, którą w znacznym stopniu utrzymywało, a następnie i przejęło miasto. Gdy w 1534 r., w związku z zagrożeniem Ostrzyhomia przez Turków, do Trnawy przeniosła się siedziba prymasów Węgier wraz z tamtejszą kapitułą katedralną, przybyła jeszcze szkoła kapitulna. Równolegle w mieście działała szkoła węgierska, szkoła ewangelicka i szkoła kalwińska. Aby uniknąć rywalizacji kapituły ze szkołą miejską, w 1554 r. arcybiskup Mikuláš Oláh połączył obie instytucje. Miasto zobowiązało się do pokrycia kosztów materialnych na pensje i utrzymanie budynku, podczas gdy kapituła podjęła się nauczania. Jednak arcybiskup stopniowo zapewnił szkole niezależność finansową od miasta i opracował nowe zasady organizacyjne, przechodząc na naukę w systemie internatowym. Wzrósł też poziom nauczania, które zostało wzbogacone m.in. o literaturę łacińską i grecką, dialektykę, retorykę. W 1561 r. M. Oláh, zaangażowany w dalszy rozwój szkolnictwa, zaprosił do miasta jezuitów, którzy założyli tu swoje pierwsze (węgierskie) kolegium ze szkołą poziomu gimnazjalnego. W tym samym roku z jego inicjatywy rozpoczęto budowę budynku, przeznaczonego dla kolegium i konwiktu.
Pięć lat później niedokończony budynek strawił pożar, zaś jezuici, których działalność nie spotkała się wówczas z pozytywną oceną w środowisku miasta, w niesprzyjających okolicznościach opuścili Trnawę. Budynek seminarium odbudowano i w 1566 r. arcybiskup Oláh utworzył w nim seminarium duchowne archidiecezji ostrzyhomskiej – pierwsze seminarium duchowne na Węgrzech (obowiązek tworzenia seminariów ustanowił zakończony parę lat wcześniej Sobór trydencki). W 1590 r., dzięki kanonikowi J. Cherodiemu, obiekt rozbudowano do obecnych rozmiarów. Z czasem jednak i one nie wystarczały już potrzebom rozrastającej się instytucji. W 1619 r. przeniesiono ją do wybudowanego z inicjatywy jednego z kolejnych prymasów Węgier, Petera Pázmánya, seminarium św. Stefana.
Stary budynek, nazywany już wtedy „seminarium Oláha”, do 1919 r. pełnił rolę domu dla emerytowanych księży. Potem znajdowała się w nim biblioteka kapituły. Po gruntownym remoncie w latach 1974-1979 w budynku urządzono Muzeum Kultury Książki (słow. Múzeum knižnej kultúry) - dział Muzeum Zachodniosłowackiego w Trnawie ze zbiorami poświęconymi historii słowackiego drukarstwa i drukarzy oraz pozycji książki w kulturze. Znajduje się w nim również stała ekspozycja poświęcona życiu i twórczości rzeźbiarza i medaliera Wiliama Schiffera.

## Architektura
Budynek trójskrzydłowy, wzniesiony na nieregularnym planie. Murowany, dwukondygnacyjny, niepodpiwniczony, dyspozycja 3-traktowa. Nakryty spadzistymi dachami, krytymi dachówką. Na narożnikach dekoracje sgraffitowe, otwory okienne prostokątne, w oryginalnych, skromnych, kamiennych opaskach. Na nadprożu drzwi wejściowych łaciński napis, upamiętniający przebudowę z 1590 r. i jej inicjatora. Jest jedną z nielicznych zachowanych renesansowych budowli w Trnawie. Uznany za zabytek kultury (słow. kulturná pamiatka) 17.09.1963 r. Wpisany do rejestru zabytków pod nr ÚZPF 1043/15.